# Merops
Genre
Merops est un genre de guêpiers de la famille des Meropidae. Ils sont comme leur nom l'indique principalement insectivores. Très colorés, ils vivent principalement en Afrique, mais quelques espèces sont présentes en Eurasie et une est présente en Océanie. Le genre contient 24 espèces dans la classification du Congrès ornithologique international.

## Description
Contrairement aux autres guêpiers ou membres de la famille des Meropidae, ces oiseaux se caractérisent tous par la présence d'un bandeau noir qui passe sur leurs yeux. Si le bandeau n'est pas présent de manière très nette les yeux seront toujours entourés de noir. Quasiment toutes les espèces présentent du vert et du bleu sur leur plumage. La forme de la queue est soit droite, soit échancrée, comme celle d'une hirondelle, soit terminée par un filet plus ou moins long.

## Liste des espèces
Selon la classification de référence du Congrès ornithologique international (version 14.1, 2024) :
- Merops breweri – Guêpier à tête noire
- Merops muelleri – Guêpier à tête bleue
- Merops mentalis – Guêpier à moustaches
- Merops gularis – Guêpier noir
- Merops hirundineus – Guêpier à queue d'aronde
- Merops pusillus – Guêpier nain
- Merops variegatus – Guêpier à collier bleu
- Merops lafresnayii – Guêpier de Lafresnaye
- Merops oreobates – Guêpier montagnard
- Merops bulocki – Guêpier à gorge rouge
- Merops bullockoides – Guêpier à front blanc
- Merops revoilii – Guêpier de Révoil
- Merops albicollis – Guêpier à gorge blanche
- Merops boehmi – Guêpier de Böhm
- Merops viridissimus – Guêpier vert
- Merops cyanophrys – Guêpier à sourcils bleus
- Merops orientalis – Guêpier d'Orient
- Merops persicus – Guêpier de Perse
- Merops superciliosus – Guêpier de Madagascar
- Merops philippinus – Guêpier à queue d'azur
- Merops ornatus – Guêpier arc-en-ciel
- Merops viridis – Guêpier à gorge bleue
- Merops americanus – Guêpier à gorge verte
- Merops leschenaulti – Guêpier de Leschenault
- Merops apiaster – Guêpier d'Europe
- Merops malimbicus – Guêpier gris-rose
- Merops nubicus – Guêpier écarlate
- Merops nubicoides – Guêpier carmin